# 貞子3D2
《貞子3D2》（日语：さだこスリーディーツー），為日式恐怖环界系列電影之一，2013年8月30日於日本上映。

## 劇情
引發許多神秘自殺事件的“詛咒影片”經過了5年的沉寂，鮎川茜和安藤孝則的獨生女小凪出生了。小茜在小孩出生後沒多久就不幸過世，孝則把小凪託給妹妹楓子照顧，並過著隱姓埋名的生活。此時看到神秘影片就會自殺的事件，又再度接連爆發！看到影片的人會馬上自殺，而且屍體的頭髮會一直長到腳踝，手臂上會有像是被不知名細菌感染般的螺旋狀痕跡。某日，楓子在孝則被鎖起來的電腦中發現一堆信件，寄信人是死刑犯柏田清司，他就是5年前跟“詛咒影片”有關的殺人魔。和柏田會面後的楓子得知貞子的緣起，也知道當時的詛咒並沒有結束，而許多『貞子的孩子』更即將誕生……神秘案件的關聯呼之欲出，可是沒人知道要如何阻擋自殺事件的連鎖效應，大街上開始出現以詭異步伐進擊的長髮女子……

## 主題曲
- 東方神起 「SCREAM」

## 演員
| 演员                 | 角色     | 备注 |
| 瀧本美織             | 安藤楓子 | 安藤孝則的妹妹，大學醫學院學生。對照小說「復活之路」中的敘述，孝則實為安藤滿男醫生之子，曾經有死而復活的經歷。但書中沒提及安藤醫生有第二個孩子，再加上安藤醫生曾經在孝則死亡期間，尚未復活前有跟老婆談離婚，因此楓子可能是安藤醫生離婚後再娶，孝則同父異母的妹妹。但後來作者鈴木光司、和出版社公佈官方角色設定表示，楓子是安藤醫生在孝則復活，和老婆取消離婚，重新復合後出生。 |
| 瀬戸康史             | 安藤孝则 | 高中女教师鮎川茜的丈夫，在本集中擔任醫院保全人員。 |
| 平澤宏宏路           | 安藤凪   | 孝則與茜的女兒。 |
| 山本裕典             | 柏田清司 | 詛咒影片的始作俑者，為了報復用網路攻擊自己的人，企圖讓貞子復活詛咒人類。在前集中在詛咒影片直播裡，被貞子所殺，但在這集卻更改設定變成是服刑中的死刑犯，使得這角色在這兩集的設定產生矛盾。 |
| 田山涼成             | 小磯勇吾 | 警察，前作事件結束後，改坐輪椅行動。 |
| 石原里美（特別演出） | 鮎川茜   | 高中女教師，在生下孩子後去世。 |
| 大西武志             | 垣內貢   | 警察，負責調查詛咒影片事件。 |
| 大澤逸美             | 上村文香 | 楓子的大學教授。 |

## 外部連結
- 官方网站（日語）
- 電影《貞子3D2: 嬰靈不散》台灣預告片 （页面存档备份，存于）